# 야마토코이즈미역
야마토코이즈미역(일본어: 大和小泉駅, やまとこいずみえき 야마토코이즈미에키[*])은 일본 나라현 야마토코리야마시에 위치한 서일본 여객철도의 역이다.

## 역 구조
상대식 승강장으로 2면 2선의 지상역이며 교상 역사를 보유하고 있다. 개찰구는 1개소 뿐이다. 이코카 및 제휴 교통카드의 사용이 가능하다.

### 승강장
| 1 | ■ 야마토지 선 | 나라 · 가모 방면            |
| 2 | ■ 야마토지 선 | 오지 · 덴노지 · 오사카 방면 |

## 역사
- 1920년 8월 25일: 개업.
- 1987년 4월 1일: 민영화에 따라 서일본 여객철도의 소속이 되었다.
- 2003년 11월 1일: 이코카의 사용이 개시되었다.

## 인접정차역
| 서일본 여객철도 간사이 본선 | 서일본 여객철도 간사이 본선 | 서일본 여객철도 간사이 본선 |
| --------------------------- | --------------------------- | --------------------------- |
| 고리야마 가모 방면          | ■ 야마토지 선               | 호류지 오사카 방면          |